# Norge
Norge (norsk: Norge (bokmål) eller nynorsk: Noreg; nordsamisk: Norga; lulesamisk: Vuodna; sydsamisk: Nöörje), officielt Kongeriget Norge (fra oldnordisk: Norðvegr ('Nordvejen')), er en skandinavisk enhedsstat i form af et konstitutionelt monarki, der består af den vestlige del af den skandinaviske halvø samt Jan Mayen og Svalbard. Dertil kommer Bouvetøen, et såkaldt biland, som ikke er en del af Kongeriget Norge. Norge har et areal på 385.207 km² og et indbyggertal på 5.601.049 (31. marts 2025). Det er det næsttyndest befolkede land i Europa. Den længste grænse går mod øst til Sverige, mod nord til Finland og Rusland. Med den næstlængste kystlinje i verden, afgrænses resten af landet havet: Barentshavet mod nord, Norskehavet mod vest, Nordsøen mod sydvest og Skagerrak mod syd. Landets hovedstad er Oslo. Norge gør krav på territorierne Dronning Maud Land og Peter I's Ø i og ved Antarktis, men disse krav er ikke alment anerkendt.
Det første norske aftryk på verdenshistorien kom i vikingetiden, hvor mænd fra Norden drog ud i en stor del af Europa samt mod nord og vest. Vikingerne var både handelsmænd og røvere, der blandt andet nåede Grønland og Nordamerika. Vikingetiden blev efterhånden afløst af kristendommen, og den norske indflydelse i omverdenen, der nåede sit største omfang i midten af 1200-tallet, svandt efterhånden ind. Norge blev en del af en union med Danmark, hvor magten lå gennem mere end fire århundreder, inden landet i 1814 fik sin egen grundlov. Det blev i første omgang ikke til selvstændighed, idet Sverige invaderede landet, men svenskerne gav Norge et udstrakt selvstyre. Nationalfølelsen blev i løbet af det 19. århundrede en stadig vigtigere faktor i Norge, der først blev selvstændigt i 1905 .
Under første verdenskrig var Norge neutralt, men led alligevel store tab primært i den store handelsflåde. Ved indgangen til 2. verdenskrig forsøgt Norge igen at holde sig neutralt, men blev invaderet af Nazi-Tyskland i 1940 og besat til 1945. Efter krigen opgav Norge neutraliteten og var blandt grundlæggerne af NATO. Opdagelsen sidst i 1960'erne af store oliereserver i havbunden ud for Norge har ført til stor velstand. Ved afstemninger i 1972 og 1994 har den norske befolkning modsat sig landets medlemskab af EU.
Norges regeringsform er konstitutionelt monarki med parlamentarisme med Harald 5. som konge og Jonas Gahr Støre (Arbeiderpartiet) som statsminister. Landet er administrativt opdelt i fylker og kommuner. Samerne har et vist selvstyre og indflydelse på dets traditionelle områder gennem Sametinget og Finnmarksloven. Selv om landet ikke er medlem af EU, har Norge tætte forbindelser til unionen og dens medlemslande samt til USA. Norge deltager i internationale militæraktioner i bl.a. Afghanistan, Kosovo, Sudan og Libyen. Norge er også medlem af en række internationale institutioner som FN, Europarådet, Nordisk Råd, EØS, WTO og OECD; desuden deltager Norge i Schengen-samarbejdet.
Norge har rige forekomster af olie og naturgas samt en række mineraler og tømmer, ferskvand, vandkraft og fødevarer fra havet. Landet har det fjerdestørste BNI pr. indbygger i verden, især som følge af de rige olieforekomster, der har gjort Norge til den største olie- og gasproducent pr. indbygger uden for Mellemøsten. Landet er præget af den skandinaviske velfærdsmodel med ret til offentlige sundhedsydelser, uddannelse og sociale ydelser. I flere år siden 2000 har Norge ligget øverst på den verdensomspændende Human Development Index, der sætter tal på befolkningens udvikling på en række punkter, der ikke direkte har med økonomi at gøre. I 2011 lå Norge desuden øverst på demokrati-indekset.

## Historie

### Forhistorien
De første beboere i Norge hører til Ahrensburgkulturen (11. til 10. årtusinde f.Kr. fra ældre stenalder, som er en del af yngre dryas, den sidste kuldeudløber af Weichsel-istiden. Kulturen er navngivet efter landsbyen Ahrensburg 25 kilometer nord for Hamborg i Slesvig-Holsten, hvor der er udgravet pileskafter og trækøller. De tidligste spor efter bosættelser er fundet langs kysten, hvor den store iskappe efter sidste istid først smeltede (mellem 11.000 og 8.000 f.Kr.). De ældste fund er stenredskaber, der kan dateres til mellem 9.000 og 6.500 f.Kr. fundet dels i Finnmark (Komsakulturen) mod nord, dels i Rogaland (Fosna-Hensbackakulturen) mod sydvest. Teorien om to helt forskellige kulturer blev i 1970'erne regnet for forældet. Fund langs hele kysten overbeviste arkæologerne om, at forskellen mellem de to kulturer ganske enkelt kan henføres til forskellene i de redskaber, der blev anvendt, ikke til selve kulturen. Dyrelivet ved kysten skabte livsgrundlag for fiskere og jægere, som kan have fundet frem til de sydlige kyster omkring 10.000 f.Kr., hvor indlandet fortsat var dækket med is. Det er nu den almindelige opfattelse, at de arktiske folk senere kom fra syd og fulgte kysten nordpå. Nogle kan være ankommet langs den isfri kyst på Kolahalvøen, men det er der er kun sparsomme beviser for.
På den sydlige kyst er der fundet spor efter bosteder fra omkring 5.000 f.Kr. Fund fra disse bosteder giver en klarere forståelse af livet blandt fiskere og jægere. Redskaberne varierer i størrelse og form og er oftest lavet af forskellige stenarter. Der er fundet helleristninger især i nærheden af fiske- og jagtområder. Indhugningerne viser byttedyr som hjorte, rensdyr, elge, bjørne, fugle, sæler, hvaler og fisk (især laks og helleflyndere), dyrearter centrale for livets opretholdelse hos beboerne ved kysten. Helleristningerne ved Alta i Finnmark er de mest omfattende i Skandinavien. De er ristet nær ved kysten i en lang fortsat periode fra 4.200 f.Kr. til 500 f.Kr. og markerer landjordens opdukken fra havet efter sidste istid.

### Bronzealderen
Mellem 3.000 og 2.500 f.Kr. ankom nye folk til Østnorge (enkeltgravskulturen). De var urindoeuropæiske landbrugere, der dyrkede korn og holdt kvæg og får. Jæger-fiskerfolket på vestkysten blev også efterhånden fortrængt af landbrugere, men jagt og fiskeri vedblev at være brugbart som sekundært livsgrundlag.
Fra omkring 1.500 f.Kr. kom bronzen efterhånden til landet, men brugen af sten til redskaber fortsatte; der var kun få varer i Norge, der kunne byttes for bronzen, der derfor var sjælden. De få bronzefund er ofte rigt udsmykkede våben og brocher, som kun høvdinge havde råd til. Store dysser med grave blev anlagt nær havet så langt nordpå som ved Harstad samt inde i landet i det sydlige Norge; de er karakteristiske for perioden. Motiverne i helleristningerne adskiller sig fra dem, man kender fra stenalderen. Billeder af solen, dyr, træer, våben, skibe og mennesker er stærkt stiliserede og skal formodentlig være fertilitetssymboler med tilknytning til de religiøse forestillinger.

### Jernalderen
Der er kun få fund fra den tidlige jernalder (de sidste 500 år f.Kr.). De døde blev brændt, og deres grave indeholder kun få gravgenstande. Gennem de første 400 år e.Kr. kom folk i kontakt med det romerskbesatte Gallien. Man har fundet omkring 70 romerske bronzegryder, ofte brugt som urner. Kontakten med mere civiliserede folkeslag mod syd gav kendskab til runer, og de ældste kendte runeinskriptioner stammer fra det 3. århundrede. På den tid øgedes det beboede område. Det kan spores ved koordineringen af topografi, arkæologi og stednavne. De ældste enkeltstående navne som "nes", "vik" og "bø" ("næs", "vig" og "gård") er meget gamle og stammer formodentlig fra bronzealderen, mens de ældste sammensatte navne med suffikser som "vin" ("eng") og "heim" ("bosted"), som i Bjorgvin (Bergen) og Saeheim (Seim) stammer fra det første årtusind e.Kr.

### Folkevandringstiden
Da germanske stammer i det 5. århundrede vandrede sydover, forårsagede deres indfald Romerrigets undergang. Det afspejles i Norge af rige fund som høvdingegrave med fornemme våben og guldgenstande. Forsvarsbefæstninger blev anlagt på stejle klipper. Udgravninger har afsløret stenfundamenter for gårde på 18 til 27 meter i længden – i et enkelt tilfælde hele 46 meter – hvor tagene blev båret af træstolper. Disse huse var hjem, hvor flere generationer og husdyr boede under samme tag. Fra denne periode og senere (år 600-800) kan man spore spirende tendenser til samfundsdannelser. Forsvarsværker kræver samarbejde og lederskab, så dannelsen af småstater af en slags med en forsvars- og administrativ organisering må have eksisteret.
Disse stater havde basis i klaner eller stammer fx hordere fra Hordaland i det vestlige Norge. I det niende århundrede havde hver af disse små stater ting (lokale eller regionale forsamlinger), hvor man forhandlede og afgjorde uenigheder. Disse tingsteder, mange med hørg (altre) lå ofte på de ældste og bedste gårde, ejet af høvdinge eller velhavende bønder. Med de regionale ting kom efterhånden større enheder med forsamlinger af repræsentanter fra flere områder. På denne måde gik udviklingen mod skabelsen af lagtinget (forsamling til forhandling og lovgivning). Gulatinget havde sit tingsted ved Sognefjorden og kan have været centrum for en adelsstyret konføderation langs de vestlige fjorde og øer under navnet Gulatingslag. Tilsvarende var Frostatinget forsamlingen af ledere fra områderne omkring Trondheimsfjorden. Her er der tegn på, at jarlerne fra Lade nær Trondheim har øget Frostatingslaget til at omfatte kystlandet fra Romsdalsfjorden til Lofoten. Der udviklede sig også et lagting omkring Mjøsa mod øst, som fik etableret mødested i Eidsvoll under navnet Eidsivating. Området omkring Oslofjorden, der i perioder var tæt knyttet til Danmark, dannede Borgarting med tingsted ved Sarpsborg.

### Vikingetiden
Vikingetiden er karakteriseret ved ekspansion og emigration af de vikinger, der var søfolk.[kilde mangler] Ifølge traditionen samlede Harald Hårfager vikingerne i 872 efter slaget i Hafrsfjord i Stavanger, hvorved han blev den første konge af Norge (dateringen til 872 kan være noget tilfældig, og det reelle år kan meget vel have været kort før 900). Haralds rige omfattede først og fremmest de sydlige kystområder. Dog var dele af det moderne Syd-Norge, herunder Oslo, del af Danmark. Gennem det meste af vikingetiden i det 8. og 9. århundrede var Viken formentlig kontrolleret af danske konger, som var meget opmærksomme på området, og udgjorde den nordligste danske provins. I slutningen af vikingetiden blev området en del af Norge. Den første norske konge til at tage kontrol over Viken kan have været Olav Tryggvason (norsk konge ca. 995–1000), men danske konger fortsatte med at gøre krav på Viken indtil kong Valdemar Sejr (død 1241).
Harald Hårfager regerede med hård hånd, og ifølge sagaerne forlod mange nordmænd landet til fordel for Island, Færøerne og Grønland samt dele af Storbritannien og Irland. Nutidens irske byer som Dublin, Limerick og Waterford blev grundlagt af norske (samt danske) bosættere. Nordisk mytologi blev efterhånden fortrængt af kristendommen i det 10. og 11. århundrede. Det henføres oftest til missionerende konger som Olav Tryggvason og Olav den Hellige. Den første kristne konge var Håkon den Gode i midten af det 10. århundrede, selv om hans forsøg på at indføre den nye religion i det store og hele blev afvist. Olav Tryggvason, født omkring 963-969, drog af sted til England for at plyndre med 390 skibe. I den forbindelse angreb han blandt andet London. Da han vendte tilbage til Norge i 995, lagde han til ved Moster, og her anlagde han den første kirke i Norge. Fra Moster sejlede Olav videre mod nord til Trondheim, hvor han blev udråbt til konge af Norge ved Eyratinget.
Der udviklede sig aldrig rigtigt feudalisme i Norge og Sverige, som man ellers så det i det øvrige Europa. Dog tog administrationen af regeringen efterhånden karakter af konservativ feudalisme. Hanseforbundet tvang kongedømmet til at betale sig større og større afgifter af udenrigshandelen og økonomien i øvrigt. Forbundet havde denne magt over kongemagten på grund af lån, som det havde ydet kongerne, som dermed skyldte store summer væk. Hanseforbundets monopollignende kontrol over økonomien i Norge var en byrde for alle klasser, særligt bondestanden, i en grad så der ikke eksisterede nogen borgerstand i landet.

### Kalmarunionen
Da kong Håkon 5. døde i 1319, arvede den tre år gamle Magnus Eriksson tronen som kong Magnus 7. af Norge. På samme tid havde man held til at få indsat Magnus som konge af Sverige (på den tid blev kongerne af Sverige og af Danmark valgt af deres respektive adel), og han var dermed konge af både Norge og Sverige.
I 1349 ramte den sorte død Norge og mellem 40 og 50 % af landets indbyggere omkom af sygdommen, hvilket afstedkom en periode med social og økonomisk nedgang. Pesten efterlod Norge meget forarmet. Skønt dødsraten var nogenlunde på niveau med resten af Europa, tog den økonomiske genoprettelse noget længere tid på grund af en meget spredt befolkning. Mange gårde lå forladte hen, og befolkningstallet steg kun meget langsomt. Lejerne på de få overlevende gårde oplevede, at deres handelsposition over for gårdenes ejere var betydeligt forbedret.
Magnus 7. regerede indtil 1355, hvor han blev efterfulgt af sin søn, Håkon 6. Håkon giftede sig med Margrete, datter af den danske kong Valdemar Atterdag. Da Håkon 6. døde i 1379, var hans søn Olav blot ti år, men allerede tre år forinden var han valgt til dansk konge. Da han ved sin fars død blev konge af Norge, indgik Danmark og Norge en personalunion. Mens Olaf var mindreårig, var det moderen, Margrete, der varetog de to landes udenrigspolitik.
Margrete arbejdede for at skabe en union mellem Danmark, Norge og Sverige ved at få Olav valgt til konge af Sverige. Det var tæt på at lykkes, da Olav pludselig døde. I Danmark valgte man ved hans død Margrete som midlertidig regent, og et halvt år senere fulgte Norge trop og kronede Margrete til dronning af landet. Margrete vidste, at hun ville sidde mere sikkert på magten, hvis hun kunne finde en konge til at regere på hendes vegne. Hun besluttede sig for Erik af Pommern, der var barnebarn af hendes søster. Med den syvårige Erik som konge af navn lykkedes det Margrete ved et skandinavisk topmøde i Kalmar af samle Danmark, Norge og Sverige i en personalunion med Erik som konge af alle tre lande. I denne Kalmarunion var Margrete den egentlige magthaver.

### Union med Danmark
Efter 1450 blev unionen mellem Danmark og Norge stadfæstet i en traktat, og selv om Sverige brød ud af unionen i 1521, forblev Danmark og Norge samlet i det, som i Norge i eftertiden ofte kendes under betegnelsen "400-årig natten" (Ibsen), hvor Norge blev anset for at være den svagere part i unionen med Danmark. Efterhånden blev kongens magt og administration koncentreret i København, og i 1536 blev reformationen indført i dobbeltriget, og i den forbindelse blev ærkebispesædet i Trondheim nedlagt, hvilket yderligere bidrog til at stadfæste Norge som en vasalstat, idet bispesædets indtægter nu gik direkte til hoffet i København. Norge mistede nu også indtægter, der tidligere havde forekommet i en pæn mængde fra pilgrimme på valfart til Olav den Helliges grav i Nidarosdomen og samtidig tillige en stor del af den hidtidige sociale og kulturelle kontakt med det øvrige Europa. Op gennem det 17. århundrede led Norge yderligere under, at Danmark-Norge i de mange krige med Sverige måtte afgive land. Det betød, at de gamle norske landskaber Båhuslen, Jemtland og Herjedalen blev svenske. Dette blev dog til en vis grad opvejet af, at Norge mod nord udvidede sit territorium med overtagelsen af Troms og Finnmark fra Sverige og Rusland.
En alvorlig hungersnød ramte Norge i 1695-96 og medførte, at omkring 10 % af landets befolkning omkom. Også anden halvdel af det 18. århundrede var landet udsat for, at høsten slog fejl; der er rapporteret om mindst ni af årene mellem 1740 og 1800.

### Union med Sverige
Selv om Danmark-Norge var neutral i napoleonskrigene i begyndelsen af det 19. århundrede, blev nationen angrebet af Storbritannien, der vandt en overvældende sejr ved Københavns bombardement i 1807. Det kostede stort set hele den dansk-norske flåde. Snart efter tabte Napoleon og hans nye allierede – heriblandt Danmark-Norge – den store europæiske konflikt, og det førte til omfattende hungersnød i Norge. Kongen blev ved freden i Kiel tvunget til at afstå Norge til kongen af Sverige, mens de gamle norske provinser i Grønland, Island og Færøerne forblev danske.
Norge forsøgte at etablere sig som uafhængig stat med Eidsvoll-forfatningen den 17. maj 1814 (Grundlovsdagen, Norges nationaldag) baseret på modellerne fra USA og Frankrig. Landet valgte statholderen, prins Christian Frederik (den senere kong Christian 8. af Danmark), til konge af Norge. Denne modstand mod at anerkende de store nationers beslutning om at koble Norge til Sverige førte senere samme år til en krig de to lande imellem. Imidlertid var den svenske militærstyrke ikke stor nok til straks at underlægge sig Norge, mens Norge ikke havde midler til at modstå en langvarig krig samtidig med, at britiske og russiske styrker blokerede de norske kystbyer, og dermed blev de krigsførende nationer tvunget til at forhandle, hvilket førte til Mosskonventionen. Ifølge den skulle Christian Frederik abdicere og give Stortinget bemyndigelse til at foretage de nødvendige forfatningsmæssige ændringer, så der blev dannet en personalunion med Sverige under fælles konge, Karl 13. af Sverige. Denne union trådte i kraft 4. november 1814. Med unionen beholdt Norge sin ret liberale forfatning og sine egne uafhængige institutioner på nær udenrigsområdet. Den konfliktfyldte periode satte sine spor på økonomien i Norge, til fremgangen begyndte omkring 1830.
Karl 14. Johan, der blev konge af Sverige og Norge i 1818, var den anden svenske konge over Norge efter indførelsen af personalunionen. Han var en kompleks person, der regerede til 1844 og beskyttede forfatningerne og de øvrige frihedsrettigheder, som Norge og Sverige havde gennem Metternich-perioden. På den baggrund blev han anset som en ret liberal regent. Men samtidig var han hensynsløs i sin brug af betalte meddelere, det hemmelige politi og begrænsninger i pressefriheden for at holde folkelige bevægelser til fordel for reformer nede – særligt den norske nationale uafhængighedsbevægelse.
Med de politiske ændringer i landet og de generelle kulturelle strømninger i Europa oplevede man i midten af det 19. århundrede en markant norsk nationalromantik, hvor norske kunstnere søgte at definere og udtrykke en særlig norsk karakter. Bevægelsen omfattede alle sider af kulturen: litteraturen (Henrik Wergeland, Bjørnstjerne Bjørnson, Peter Christen Asbjørnsen, Jørgen Moe), malerkunsten (Hans Gude, Adolph Tidemand), musikken (Edvard Grieg) og forsøgt på at definere et eget norsk skriftsprog. Det ses i nutiden i de to officielle norske sprog: Bokmål og nynorsk.
Efter Karl 14. Johans regeringstid gennemgik Norge i romantikken markante sociale og politiske reformer. I 1854 fik kvinder ret til på lige fod med mænd at arve ejendom. I 1863 forsvandt de sidste spor af, at ugifte kvinder var umyndige. Desuden fik kvinder ret til en række embeder, særligt som skolelærere. Trods dette var Norge i midten af det 19. århundrede langt fra at være et demokrati i moderne forstand. Stemmeretten gjaldt kun embedsmænd, jordbesiddere, forpagtere og borgere i købstæderne. Denne gammeldags opfattelse opstod der efterhånden utilfredshed med.
Norge var et ret konservativt samfund. Særligt økonomien var "domineret af aristokratiet med veluddannede folk, der indtog langt de fleste af de vigtige poster i den centrale regering". Der var ikke et dominerende borgerskab i Norge, der forlangte at få nedbrudt aristokratiets kontrol med økonomien. Så derfor var Norge stort set uberørt af oprørene i 1848. De fleste forsøg på oprør strandede på den stenhårde konservatisme i det norske samfund. Det eneste oprør, der kom til udbrud i 1848, var Thrane-bevægelsen.
Marcus Thrane var utopisk socialist. Han søgte at appellere til den arbejdende klasse for at få dem til at gennemføre en forandring af den sociale struktur "nedefra og op". I 1848 organiserede han en arbejderforening i Drammen. I løbet af få måneder havde foreningen omkring 500 medlemmer og udgav sin egen avis. På bare to år opstod der 300 sådanne arbejderforeninger over hele Norge med et samlet medlemstal på omkring 20.000. Medlemmerne blev rekrutteret fra de underste klasser både i byerne og på landet. For første gange indså disse to grupper, at de havde et fælles mål. Bevægelsen blev dog ret nemt kvalt, da Thrane blev arresteret og fængslet i tre år for forbrydelser mod statens sikkerhed. Efter at have afsonet sin straf immigrerede Thrane til USA.
I 1898 fik alle mænd lige valgret; kvinderne i 1913.

### Uafhængighed
Christian Michelsen, der var skibsreder og politiker, var statsminister 1905-07, og han spillede en central rolle i den fredelige separation mellem Norge og Sverige, der blev virkelighed 7. juni 1905. Efter at et nationalt referendum fastslog, at det norske folk gik ind for monarki frem for republik som statsform, tilbød den norske regering den norske trone til den danske prins Carl. Stortinget valgte ham enstemmigt til den første konge over et fuldstændigt uafhængigt Norge i 586 år. Carl besteg tronen under navnet Haakon 7. af Norge, navnet på flere tidligere norske konger fra middelalderen.

### Første verdenskrig
Under 1. verdenskrig var Norge officielt neutralt. I realiteten blev landet imidlertid presset af Storbritannien til at overgive større og større dele af sin handelsflåde til briterne samt til at deltage i handelsblokaden mod Tyskland. Norske orlogsfartøjer med norske søfolk blev dernæst indforskrevet til at sejle under britisk flag, hvorved de risikerede at blive mål for angreb fra tyske ubåde. Dette medførte, at mange norske skibe og søfolk blev tabt. Som en konsekvens heraf faldt den norske handelsflådes fra en fjerde- til en sjetteplads på listen over de største søfarende nationer.

### Anden verdenskrig
Under 2. verdenskrig proklamerede Norge sig igen neutralt, men landet blev alligevel angrebet af Tyskland den 9. april 1940.
Om morgenen den 9. april flygtede kongen og stortingsmedlemmer fra Oslo. Om aftenen den 9. april udstedte Stortinget en fuldmagt, der gav regeringen bemyndigelse til at handle på parlamentets vegne, indtil parlamentet igen kunne samles. Fuldmagtens intention var at regeringen kunne forhandle med tyskerne. En delegation blev oprettet samme dag for at tage til Oslo for at forhandle med tyskerne. Parlamentsmedlemmerne "ønsket at rejse hjem før noe forhandlingsresultat kunne ventes at foreligge. Derfor foreslo Hambro at regeringen skulle ha fuldmagt til at godta et forhandlingsresultat på vegne av Stortinget" (fuldmagten blev mundtlig udformet af formanden for Stortinget, C. J. Hambro, det skete i Elverum.; fuldmagten blev senere kaldt for Elverum-fuldmagten).
Om aftenen den 9. april blev et statskup forsøgt af den norske nazist Vidkun Quisling – leder af partiet Nasjonal Samling. Den 10. april nægtede kongen at godkende et tysk krav om en ny regering. I stedet tog tyskerne selv magten under ledelse af rigskommissær Josef Terboven.
Hæren og flåden gjorde modstand i nogle måneder.
Den 7. juni flygtede regeringen og kongen fra Norge (fra Tromsø) og ankom senere til Storbritannien.
Da Frankrig blev angrebet af Tyskland, blev allierede styrker trukket tilbage fra Norge. Slaget om Narvik var ovre den 8. juni 1940; det varede i to måneder.
Den 10. juni opgav man kampen mod tyskerne, da det blev klart, at de Allierede koncentrerede deres indsats i Frankrig.
Kongen og regeringen var i eksil i Storbritannien, og med Elverum-fuldmagten havde regeringen fortsat magten med Stortingets velsignelse hele krigen. Norges regering, eksilregeringen, havde militærudgifter til at støtte de Allieredes planlagte invasion af Europa. Regeringen sendte radioudsendelser gennem BBC som opildnede norske borgere til passiv modstand.
Den 27. december 1941 landede en britisk kommandostyrke med nogle nordmænd på Måløy. Angrebets arkitekt var den britiske premierminister Winston Churchill; han ønskede tyske lig for at skræmme tyskerne og motivere briterne.
Rigskommissæren lod i 1942 Quisling danne en marionetregering. I befolkningen var der et mindretal, der støttede nazisterne, og op imod 15.000 nordmænd meldte sig til tysk militærtjeneste, også i Waffen-SS.
Omvendt var der mange nordmænd og mænd af norsk afstamning i andre lande, der gik i tjeneste eller i norske væbnede eksilstyrker. Ved besættelsen i 1940 var der en lille gruppe bestående af tretten skibe, fem fly og 500 mand fra den norske flåde, der fulgte kongen til Storbritannien, og denne gruppe øgedes, så der ved krigens slutning var 58 fartøjer og 7.500 søfolk i tjeneste i den norske flåde mod Aksemagterne, fem eskadriller af fly (heriblandt Spitfire-jagerfly, Short Sunderland-flyvebåde og Mosquito-bombefly) i det nyoprettede norske luftvåben samt landstyrker som Kompagni Linge samt kommandosoldater.
I løbet af de fem besættelsesår blev der opbygget en norsk modstandsbevægelse, der modarbejdede Quisling-styret og den tyske besættelsesmagt med både civil ulydighed og væbnet modstand. Blandt de spektakulære aktioner var sprængningen af Norsk Hydros tungtvandsanlæg ved Rjukan, en aktion der reducerede Nazi-Tysklands kapacitet til at skaffe tungt vand til sit atomvåbenprogram, som også havde oplevet tilbageslag uden for Norge. Af større betydning for de allierede styrker var dog den norske handelsflådes indsats. I 1940 var den norske handelsflåde igen blevet verdens fjerdestørste med rederiet Nortraship som den førende aktør. Handelsflåden gik helhjertet ind på allieret side og deltog i en række markante operationer som evakueringen ved Dunkerque og landsætningerne i Normandiet.
Finnmark Fylke blev befriet af Den Røde Hær i 1944–45, mens den tyske besættelsesmagt kapitulerede endeligt 8. maj 1945.

### Efterkrigstiden
Fra 1945 til 1962 havde Arbeiderpartiet absolut flertal i Stortinget. Regeringen oftest under ledelse af Einar Gerhardsen tog fat på et økonomisk udviklingsprogram inspireret af keynesianismen med fokus på statsfinansieret industrialisering og samarbejde mellem fagforeninger og arbejdsgiverorganisationer. Mange af de midler, der blev brugt til statslig økonomisk kontrol, var nødvendiggjort af krigen og blev fortsat i årene efter, selv om rationeringen på mælkeprodukter blev ophævet i 1949; kontrol og rationering af boliger og biler fortsatte så helt til 1960.
Som et resultat af den tyske invasion og besættelse under 2. verdenskrig blev nordmændene langt mere skeptiske over for neutralitetspolitikken. Krigen havde skabt et tæt bånd mellem Norge og Storbritannien samt USA, og skønt Arbeiderpartiet førte en socialistisk politik, tog det stærkt afstand fra kommunismen, særligt efter Sovjetunionens besættelse af Tjekkoslovakiet i 1948. Den tætte forbindelse til USA betød også, at Norge fra 1947 fik hjælp efter Marshallplanen, blev medlem af OECD året efter og var en af de stiftende partnere ved NATO's dannelse i 1949. Ligeledes var landet et af de grundlæggende medlemmer af FN samt i 1952 medstifter af Nordisk Råd.
Den store støtte til udvikling af industrien medvirkede til, at denne del af erhvervslivet i mange år var af afgørende betydning, men fra 1975, hvor antallet af ansatte i industrien toppede, er den gradvist faldet, og arbejdskrævende industrier som skibsværfter og masseproduktion er i stedet efterhånden gået til andre lande med billigere arbejdskraft.
I 1969 fandt Phillips Petroleum Company omfattende mængder af olie i Ekofisk-feltet i havbunden vest for Norge. I 1973 oprettede den norske regering det statslige olieselskab Statoil, der gik ind i olieudvindingen. På grund af de store investeringer kom olieproduktionen først til at give overskud i begyndelsen af 1980'erne, men har siden udviklet sig til at være en af de største indkomstområder for landet.
Norge var med til at stifte EFTA i 1960, men begge afstemninger om medlemskab af EU i 1972 og 1994 har begge givet nej. Landet er dog medlem af EØS. Da Kåre Willoch som leder af en Høyre-regering blev statsminister i 1981, var der stagflation i økonomien, hvilket han søgte at imødekomme med en kombination af skattelettelser, økonomisk liberalisering, fjernelse af reguleringer af markederne og forskellige midler til at stoppe den voldsomme inflation (13,6 % i 1981).
Willochs efterfølger fra Arbeiterpartiet, Gro Harlem Brundtland, som var Norges første kvindelige statsminister, fortsatte mange af sin højreorienterede forgængers reformer samtidig med, at hun holdt fast i traditionelle arbejderpartimærkesager som bekymring for social sikkerhed, høje skatter, miljøet og feminisme. Mod slutningen af 1990'erne havde Norge afviklet sin nationale udlandsgæld og var begyndt på at etablere statslige etableringsfonde. Siden 1990'erne har det været et stridspunkt i den norske politiske debat om hvor stor en del af indtægterne fra olieproduktionen, som skulle bruges, og hvor stor en del, der skulle spares op.
I 2011 blev Norge udsat for to alvorlige angreb udført af Anders Behring Breivik mod henholdsvis regeringskvarteret i Oslo og en sommerlejr for Arbeiderpartiets Ungdom på den lille ø Utøya. De to angreb kostede i alt 77 døde og 96 sårede.

## Geografi
Norge udgør den vestlige del af Skandinavien i Nordeuropa. Den forrevne kystlinje, afbrudt af dybe fjorde og tusinder af øer, strækker sig over 100.915 km. Norges grænse mod Sverige er på 1.630 km, mod Finland på 736 km og mod Rusland på 196 længst mod nordøst. Havene, der grænser op til Norge, er fra nord mod uret Barentshavet, Norskehavet, Nordsøen og Skagerrak. Norge ligger mellem 57. og 81. nordlige breddekreds samt mellem 4. og 32. østlige længdekreds.
Arealet på 385.207 km² (med Jan Mayen og Svalbard, 323.779 km² uden disse to) er i stort omfang domineret af bjerge og højdedrag med mange forskellige udtryksformer, skabt af forhistoriske gletsjere og varieret topografi. Særligt markante er fjordene: Dybe render skåret ind i landet, fyldt op med havvand og skabt ved slutningen af sidste istid. Med 204 km er Sognefjorden den længste fjord i verden, og den er samtidig verdens næstdybeste. Hornindalsvatnet er med 514 m dybde den dybeste sø i Europa. Der er permafrost i de højeste bjergområder samt i det indre af Finnmark. Der findes talrige gletsjere i landet.
De tre højeste bjerge (fjelde på norsk) er Galdhøpiggen på 2.469 m, Glittertind på 2.460 m og Stora Skagastølstind (Storen) på 2.405 m. I almindelighed består fjeldene mest af hård granit og gnejs, der suppleres af relativt pæne forekomster af skifer, sandsten og kalksten. Norge har tempereret klima, specielt langs kysten, som påvirkes af Golfstrømmen og den dominerende vestenvind, hvilket giver højere temperaturer og mere nedbør, end man skulle forvente så langt mod nord, især langs kysterne. I hovedlandet har man fire tydelige årstider, hvor vintrene inde i landet generelt er koldere og med mindre nedbør. Østlandet, dvs. egnen omkring Oslo, hvor størstedelen af befolkningen bor, har samme klimatiske og naturmæssige forhold som Sydsverige. Klimaet inde i landet er mere barskt, og i den nordlige del hersker subarktiske forhold; på Svalbard er der arktisk tundraklima.
Som følge af landets store udstrækning og de forskelligartede topografier og klimaer har Norge et større antal forskellige habitater end næsten alle andre lande i Europa. Landet og de omgivende farvande rummer op imod 60.000 forskellige dyrearter, og økosystemet i havet omkring den norske kontinentalsokkel regnes for at være særdeles produktiv.

### Klima
De sydlige og vestlige dele af Norge får mere nedbør og har mildere vintre end den sydøstlige del. De lave områder omkring Oslo har de varmeste og mest solrige somre, men også koldt vejr og snefald om vinteren, særligt inde i landet.
På grund af Norges placering relativt langt oppe på den nordlige halvkugle er der store forskelle i dagens længde hen over året. Fra slutningen af maj til slutningen af juli går solen slet ikke rigtigt ned under horisonten i områderne nord for polarcirklen (deraf Norges tilnavn som "midnatssolens land"), og længere mod syd kan have over tyve timer med dagslys i døgnet. Omvendt fra sidst i november til sidst i januar står solen slet ikke op i nord, mens perioden med dagslys er meget kort også længere mod syd.

### Biodiversitet
Det samlede antal kendte insektarter er på omkring 16.000 (der er måske omkring 4.000 ubeskrevne arter), af algearter er der omkring 20.000, af lavarter 1.800, af mosser 1.050, af karplanter 2.800, mens der findes op imod 7.000 svampearter, 450 fuglearter (hvor 250 yngler i Norge), 90 arter af pattedyr, 45 arter af ferskvandsfisk, 150 arter af saltvandsfisk, 1.000 arter af hvirvelløse dyr i ferskvand samt 3.500 arter af hvirvelløse dyr i saltvand. Omkring 40.000 af disse arter er videnskabeligt beskrevet. Rødlisten indeholdt i 2010 4.599 arter.
Sytten af arterne er opført på rødlisten, fordi de er truet på globalt plan, som fx den eurasiske bæver, hvor populationen i Norge er så stor, at den ikke er specielt truet. Antallet af truede eller næsten-truede arter er på 3.682; dette inkluderer 418 svampearter, 36 fuglearter og 16 arter af pattedyr. Per 2010 er 2.398 arter beskrevet som truede eller sårbare; heraf er 1250 arter sårbare, 871 er truede og 276 arter er kritisk truede. Blandt sidstnævnte gruppe er den grå ulv, polarræven (hvoraf der dog findes en sund bestand på Svalbard) og den kortbenede grønne frø.
Det største rovdyr i norske farvande er kaskelothvalen, mens den største fisk er brugden. Største rovdyr på landjorden er isbjørnen, hvor elgen er det største dyr.

### Miljø
Ifølge Environmental Performance Index ligger Norge tredjebedst i verden i miljøbeskyttelse med basis i landets førte politik.
- Rondeslottet i Rondane Nationalpark, Østnorge.
- Feigefossen, Sogn og Fjordane.
- Moskusokse i den lave alpine tundra ved Dovrefjell.
- Nogle af de største øer langs den nordnorske kyst.
- Norge er bjergrigt, men der er også flade områder som Jæren, Toten og Ørland

## Politik
Den norske grundlov, der var inspireret af USA's og Frankrigs forfatning, blev vedtaget 17. maj 1814 og foreskriver, at Norge er et konstitutionelt monarki med et etkammersystem og et parlamentarisk regeringssystem. Landets overhoved er kongen, der formelt set har den udøvende magt, udover at han er chef for de væbnede styrker, men i praksis er kongens magt primært ceremoniel. Statsministeren står i spidsen for regeringen, som udnævnes af kongen. Kongen må i teorien udnævne hvem, han vil, men en parlamentarisk styreform blev indført i 1884, uden at det fremgår af grundloven. Magten i landet er ifølge grundloven opdelt i en udøvende, en lovgivende og en dømmende del. I praksis er det statsministeren, der forestår den udøvende magt.
Den nuværende konge er Harald 5. af den glücksburgske slægt. Han tiltrådte i 1991 og er den første norske konge siden det 14. århundrede, der er født i Norge. Kronprins Haakon er tronfølger og skal følge sin far på tronen.
Ifølge grundloven udøves den lovgivende magt af Stortinget og den norske regering i fællesskab, men i sidste instans er det Stortinget i et etkammersystem, der er bestemmende. Love vedtages efter forslag af Stortingets medlemmer eller regeringen ved simpel flertalsafgørelse blandt de 169 stortingsmedlemmer. Valgsystemet ligger tæt op ad det danske valgsystem og kan beskrives som et repræsentativt demokrati med en valgperiode på fire år. 150 af medlemmerne vælges ved forholdstalsvalg i nitten valgdistrikter, der svarer landets fylker, mens de sidste nitten er tillægsmandater, der skal sikre, at Stortingets fordeling så godt som muligt kommer til at svare til afstemningsresultater. Afstemningen baseres på partier, som skal have en tilslutning på mindst 4 % for at opnå valg.
Stortinget ratificerer lovene og sikrer, at regeringen og forvaltningen gør deres arbejde godt nok. Til dette er nedsat en kontrol- og konstitutionskomité. Det er også Stortinget, der kan tvinge regeringen til at gå af, hvis et flertal nærer mistillid til den. Statsminister bliver den af Stortingets medlemmer, der kan støttes af et flertal kollegerne. Det er som regel lederen af det største parti eller den største koalition af partier, da det ikke er så almindeligt, at ét parti har flertal. Det er dog også sket, at Norge er blevet ledet af en mindretalsregering.
Statsministeren udpeger sin regering, oftest med personer fra hans eget parti eller partierne i koalitionen. Grundloven tilsiger dog samtidig, at mindst halvdelen af ministrene skal tilhøre den norske folkekirke. Dette har givet grobund for en debat om adskillelse mellem stat og kirke.
Den udøvende magt foregår formelt set gennem statsrådet, hvor kongen og regeringen mødes på Det Kongelige Slott i Oslo, og hvor regeringen ifølge grundloven konsulterer kongen. Kongen underskriver lovene, der er vedtaget i Stortinget, men han skal også formelt set godkende lovforslag, inden der stemmes om dem i tinget. Modsat godkender statsrådet kongens handlinger som statsoverhoved.
Der er tradition for, at Stortingets medlemmer vælges via partilister i et flerpartisystem. Historisk set har Arbeiderpartiet og Høyre været de ledende partier; Arbeiderpartiet med Jonas Gahr Støre har stået i spidsen for en mindretalsregering ved valget i 2021 sammen med Senterpartiet, efter at Høyre havde ledet en regering i de seneste to valgperioder.

### Administrative opdelinger
Norge er en enhedsstat, der er opdelt på øverste niveau (2024) i 15 amter – fylker på norsk, samt Svalbard og Jan Mayen. Disse dele udgør tilsammen Kongeriget Norge. Disse fylker ledes af direkte valgte råd (fylkesting), anført af fylkesordføreren. Desuden er der i hvert fylkesting en fylkesmann, der er udpeget af kongen og regeringen, og som har tilsynspligt med fylketingets beslutninger samt fungerer som klageinstans. Fylkerne er igen i 2024 opdelt i 357 kommuner (ny kommune:Haram kommune (tidligere (kortvarigt) en del af Ålesund kommune)), der tilsvarende hver ledes af et kommunestyre, hvor borgmesteren står i spidsen. Oslo består som det eneste fylke af kun én kommune og regnes både som fylke og kommune.
Dertil kommer områder, som ikke er en del af Kongeriget Norge, nemlig afhængige territorier i Antarktis-området i form af Bouvetøen, et såkaldt biland til Norge, og derudover områder, som Norge gør krav på, nemlig Peter I's Ø og Dronning Maud Land.
Et Regionalt Helseforetak (RHF) driver sundhedsvæsenet og er ejet af den norske stat. Der er fire af slagsen i Norge: Helse Nord, Helse Midt-Norge, Helse Vest og Helse Sør-Øst (sammenlægning af Helse Sør og Helse Øst 1. juni 2007). De blev oprettet 17. august 2001.
På det norske fastland findes 96 bebyggelser, der har bystatus. I de fleste tilfælde er der overlap mellem disse byer og de kommuner, de ligger i. Det er almindeligt med norske byer, at de omfatter større ubebyggede arealer; således er der store skovområder nord og sydøst for Oslo by, mens der til Bergen hører store bjergområder.
De norske fylker er følgende:
| #  | Fylker 2024     | Administrativt center | Mest folkerige kommune |
| -- | --------------- | --------------------- | ---------------------- |
| 3  | Oslo            | Oslo                  | Oslo                   |
| 11 | Rogaland        | Stavanger             | Stavanger              |
| 15 | Møre og Romsdal | Molde                 | Ålesund                |
| 18 | Nordland        | Bodø                  | Bodø                   |
| 31 | Østfold         | Sarpsborg             | Fredrikstad            |
| 32 | Akershus        | Oslo                  | Oslo                   |
| 33 | Buskerud        | Drammen               | Drammen                |
| 34 | Innlandet       | Hamar                 | Ringsaker              |
| 39 | Vestfold        | Tønsberg              | Tønsberg               |
| 40 | Telemark        | Skien                 | Skien                  |
| 42 | Agder           | Kristiansand          | Kristiansand           |
| 46 | Vestland        | Bergen                | Bergen                 |
| 50 | Trøndelag       | Steinkjer             | Trondheim              |
| 55 | Troms           | Tromsø                | Tromsø                 |
| 56 | Finnmark        | Vadsø                 | Alta                   |

### Retssystem og politi
Norge benytter sig i lighed med de fleste øvrige europæiske lande af et civilretssystem, hvor lovene skabes og vedtages i Stortinget og reguleres i retsvæsenet. Det består af en højesteret ("høyesterett") med 19 faste dommere med en højesteretsjustitiarius og en appelkomité ("høyesteretts kjæremålsuttvalg"), appeldomstole ("lagmannsrett"), by- og distriktsdomstole ("tingrett") samt et forligsråd ("forliksrådet"). Retsvæsenet er uafhængigt af den lovgivende og den udøvende magt. Det er statsministeren, der udpeger højesteretsdommerne, men de skal godkendes af Stortinget og af kongen i statsrådet. Dommere til domstolene på de øvrige niveauer udpeges normalt af kongen på efter statsministerens forslag.
Lovens håndhævelse varetages af politi- og lensmannsetaten. Det norske politi udgør en samlet enhed, der er opdelt i 27 politidistrikter samt flere specialgrene som Økokrim og Kripos (bekæmpelse af organiseret kriminalitet). Hvert distrikt og hver gren ledes af en politimester. I spidsen for politiet står Politidirektoratet under ledelse af politidirektøren; dette direktorat er underlagt justitsministeriet.
Ifølge den verdensomspændende organisation Journalister uden grænser ligger Norge (og Finland) som nummer 1 på listen over lande med højeste grad af pressefrihed. Der har ikke eksisteret dødsstraf i Norge siden 1902, mens dødsstraffen for højforræderi og krigsforbrydelser blev afskaffet i 1979.

### Udenrigsrelationer
Norge har ambassader i 85 lande, mens 66 lande er repræsenteret med ambassader i Norge, alle i Oslo.
Norge var med til at grundlægge internationale organisationer som de Forenede Nationer, NATO, Europarådet og EFTA. I lighed med andre af de nordiske lande har Norge været lidt tilbageholdende med at gå ind i arbejdet for større europæisk integration. Landet søgte dog i lighed med blandt andet Danmark om optagelse i EF i 1962 og 1967, hvor ansøgerne ikke blev godkendt. Sammen med Danmark, Storbritannien og Irland blev Norges ansøgning godkendt i 1972, men i modsætning til de tre øvrige lande faldt Norges medlemskab efter en folkeafstemning. I stedet opnåede landet en frihandelsaftale med EF. I 1994 blev der holdt endnu en folkeafstemning om optagelse i det, der nu hed EU. Igen stemte befolkningen mod optagelsen, og der har siden ikke været forslag om nye folkeafstemninger om spørgsmålet. I stedet blev Norge i 1994 medlem af EØS, hvilket afløste frihandelsaftalen med EU. Dermed har Norge adgang til EU's indre marked under forudsætning af, at Norge implementerer de dele af EU's lovgivning, der af unionen skønnes nødvendige for adgangen. De forskellige regeringer har siden 1994 arbejdet på at få Norge med i dele af EU-samarbejdet ud over EØS. Landet har opnået deltagelse uden stemmeret i fx EU's fælles sikkerheds- og forsvarspolitik, Schengen-samarbejdet, det europæiske forsvarsagentur og en række andre samarbejder.
Norge regnes for en markant deltager i den globale udvikling og var med i den mæglingsindsats i 1990'erne, der førte til Oslo-aftalen, der uden større held søgte at opnå resultater i den israelsk-palæstinensiske konflikt.

### Militær
De norske væbnede styrker omfatter for tiden omkring 24.025 personer, heri indregnet civile ansatte. Ifølge mobiliseringsplanerne, der er gældende i 2012, vil en total mobilisering give en kampstyrke på omkring 83.000. Norge har værnepligt for mænd (6-12 måneders træning), mens kvinder kan få militær træning. De væbnede styrker er underlagt forsvarsministeriet og den øverste leder er kong Harald 5. Det norske militær består af følgende værn: Hæren, Sjøforsvaret, Luftforsvaret og Heimevernet.
Delvist på grund af Norges manglende evne til at opretholde neutralitet under anden verdenskrig, hvor man gik i allieret krigstjeneste efter landets besættelse af Nazityskland, var Norge en af de nationer, der grundlagde NATO i 1949. Nu deltager Norge i International Security Assistance Force (ISAF) i Afghanistan. Desuden har landet bidraget til adskillige missioner under ledelse af FN, NATO og det europæiske fælles sikkerheds- og forsvarssamarbejde under EU.

## Økonomi
Norge har verdens næsthøjeste BNI per indbygger (efter Luxembourg) og verdens femtehøjeste BNP per indbygger. Nu om stunder figurerer Norge som det næstrigeste land i verden i materiel forstand med den største kapitalreserve per indbygger. Landet ligger for tiden øverst på UNDP's Human Development Index. Levestandarden i Norge er blandt de højeste i verden. Bladet Foreign Policy placerede landet nederst på Failed States Index i 2009 og karakteriserede det som verdens bedst fungerende og mest stabile land (placeringen er i 2012 ændret til femtenederst). En solid eksport af gas og olie kombineret med en sund økonomi og en betydelig oparbejdet velfærd ledte til den konklusion, at Norge vil forblive blandt de rigeste lande i verden et pænt stykke ind i fremtiden.
Den norske økonomi er et eksempel på en blandingsøkonomi, et rigt kapitalistisk velfærdssamfund med en kombination af de frie markedskræfter og offentlig regulering samt betydelig offentlig kontrol af vitale områder. Staten sikrer gratis sundhedsbehandling (til et vist niveau), og forældre har ret til 46 ugers betalt barselsorlov. Den indtægt, som staten får fra naturressourcer, omfatter et betydeligt bidrag fra den petrokemiske sektor og den enorme og omhyggeligt styrede indtægt herfra. Arbejdsløsheden i Norge er så lav som 2,6 % i 2012, 30 % af arbejdsstyrken er offentligt ansat, en andel der er den højeste inden for OECD. 22 % er på overførselsindkomst, og 13 % er ude af stand til at arbejde (de højeste andele i verden). Produktiviteten per time er lige som den gennemsnitlige timeløn blandt de højeste i verden. Lighedsstræbelserne i det norske samfund sikrer, at forskellen mellem den lavest betalte arbejder og direktøren i de fleste virksomheder er betydeligt lavere, end det kendes fra sammenlignelige vestlig økonomier, hvilket også afspejles i Norges lave Gini-koefficient.
Staten ejer en stor andel af i vigtige sektorer som den petrokemiske industri (Statoil og Aker Solutions), vandkraftindustrien (Statkraft), aluminiumproduktion (Norsk Hydro), bankvirksomhed (DnB ASA) og telekommunikationsudbud (Telenor). Gennem disse store virksomheder kontrollerer staten omkring 30 % af aktiemarkedet på Oslo Børs. Når man regner ikke-noterede virksomheder med, er statens andel endda højere (primært fra ejerskab af olielicenser). Norge er desuden en betydelig skibsfartsnation med den sjettestørste handelsflåde i verden bestående af over 1.400 norskejede fartøjer.
Ved folkeafstemningerne i 1972 og 1994 afgjorde det norske folk, at det ønskede at stå uden for EU. Norge har dog sammen med Liechtenstein og Island fået lov til at deltage i det indre marked via en EØS-aftale. EØS-aftalen mellem EU og EFTA-landene ("EØS-loven") beskriver procedurerne for at EU-regler i Norge og de øvrige EFTA-lande. Med dette tilhørsforhold er Norge i realiteten et integreret medlem på de fleste områder i EU's indre marked. Visse områder, som landbrug, olie og fiskeri, er ikke fuldstændig dækket af EØS-loven. Norge har også tiltrådt Schengen-samarbejdet og en række andre mellemstatslige aftaler med EU-medlemslandene.
Landet er rigt på naturressourcer i form af olie, vandkraft, fisk, tømmer og mineraler. Der blev opdaget enorme lagre af olie og naturgas i Nordsøen i 1960'erne, hvilket ledte til en stærkt forbedret økonomi. Omkring 20 % af landets indtægter stammer fra denne sektor. Selvom Norge har mange råstoffer i form af træ, fisk, landbrugsvarer og billig energi som elektricitet, olie- og naturgas, er det forholdsvis få, der er beskæftiget med disse erhverv. I dag arbejder de fleste med service i den offentlige sektor, f.eks. på skoler, sygehuse, børnehaver og plejehjem. Mange har også job inden for finanssektoren med handel, bankforretning og forsikringer.
Den økonomiske vækst var i 2000 2,7 %, sammenlignet med 0,8 % i 1999. Væksten faldt dog tilbage i 2001 til 1,3 %. Der blev igangsat privatiseringer i 2000, hvor regeringen solgte 1/3 af det 100 % statsejede olieselskab Statoil.
Flere undersøgelser viser at nordmænd har den største livskvalitet i verden. En stor del af den overskydende indtægt ved det nuværende oliesalg er placeret i Norges oliefond og efterfølgende investeret i udlandet. Fonden har nu en formue på ca. 2300 milliarder norske kroner (maj 2009). (reel formue siges at være over 3000 milliarder).
Fonden er blandt de allerstørste investorer i verden, og ejer per juli 2009 mere end 1,25 % af alle børsnoterede aktier i Europa. Statens pensjonsfond er verdens næststørste statsejede kapitalfond, efter Abu Dhabi Investment Authority.

### Energi
Norge har tre markante kilder til energi: Olie, naturgas og vandkraft, som dels dækker landets eget behov for energi, dels eksporteres, hvorved energien udgør en af landets allerstørste eksportindtjeninger.
I 1969 fandt Phillips olie i Norges undergrund ved feltet "Ekofisk", som ligger i den sydligste del af det norske havområde. Norge har siden hen fundet andre felter med både olie og gas. I 2007 udgjorde olieeksporten omkring 45 % af eksportindtægterne og mere end 20 % af BNI. Norge er den femtestørste olieeksportør og den tredjestørste gaseksportør i verden, men er ikke medlem af OPEC. For at undgå en overophedning af økonomien som følge af olieindtægterne og minimere usikkerheden i indtjeningerne som følge af varierende oliepriser og for samtidig at imødegå effekten af en befolkning, hvis gennemsnitsalder er stigende, etablerede den norske regering i 1995 Statens pensjonsfond, som blev finansieret af olieindtægterne.
Staten kontrollerer olieressourcerne ved en kombination af statsligt medejerskab af de store operatører på området (således ejedes omkring 62 % af Statoil af den norske stat i 2007) samt ved fuldstændigt ejerskab af Petoro, der har en markedsværdi på omkring det dobbelte af Statoil, og SDØE (Statens Direkte Økonomiske Engasjement). Endelig uddeler staten koncessionen til at søge efter olie samt til selve udvindingen. Den tidligere nævnte pensionsfond investeres på veletablerede finansielle markeder uden for Norge. Man anvender den såkaldte "handlingsregel", der går ud på ikke at bruge mere end 4 % af fonden hvert år, svarende til det normale afkast af fonden.
Per marts 2011 rådede Statens Pensjonsfond over værdier på omkring $570 milliarder, svarende til $114.000 per indbygger, et beløb der er på omkring 140 % af landets nuværende BNI. Det på nuværende tidspunkt verdens næststørste statsejede formue i verden, kun overgået af Abu Dhabis. Forsigtige skøn estimerer pensionsfonden til at nå en størrelse på $800–900 milliarder i 2017. Norges Bank har investeringsafdelinger i New York, London og Shanghai. Ifølge retningslinjer fra 2007 må der maksimalt investeres i 60 % aktier (40 % primæraktier), mens resten sættes i obligationer og fast ejendom. Da aktiemarkederne kom i problemer i september 2008, var fonden i stand til at erhverve sig aktier til ret lave priser. Det var med til at sørge for, at de tab, der blev lidt på grund af uroen på aktiemarkederne i 2008, var indvundet igen i november 2009.
Andre lande, hvis økonomier ligeledes er baseret på naturressourcer, som fx Rusland, søger at lære af Norge ved at oprette tilsvarende fonde. De norske investeringer er også styret af etiske retningslinjer; for eksempel må fonden ikke investere i virksomheder, der fremstiller dele til atomvåben. Den meget gennemskuelige investeringsordning prises af det internationale samfund.
Pensionsfondens fremtidige størrelse er naturligvis meget afhængig af oliepriserne og af udviklingen på de internationale finansmarkeder. Norge har overskud på sin handel med udlandet, i 2008 $80 milliarder. Med de enorme beløb, Norge har investeret internationalt, havde landet en økonomisk kraft, der var stor nok til at undgå de værste følger af den internationale økonomiske krise i 2008. Mens de fleste vestlige lande kæmper med stigende udlandsgæld, er Norge et land med penge på kistebunden, finansiel stabilitet og økonomisk styrke til at møde udfordringer fra verdensomspændende økonomiske kriser. Selv når krisen er på sit højeste, opererer den norske regering med et overskud på statsbudgettet på 9 % som det eneste vesteuropæiske land med overskud per 2009.
I 2000 solgte staten en tredjedel af Statoil via en børsintroduktion. Året efter fulgte børsnotering af den førende teleudbyder, Telenor på Oslo Børs. Staten ejer fortsat også betydelige andele af den største bank, DNB ASA, og af flyselskabet SAS. Siden 2000 har den økonomiske udvikling været stærkt stigende, hvilket har fået arbejdsløsheden ned på et niveau, man ikke havde set siden begyndelsen af 1980'erne med en arbejdsløshedsandel på 1,3 % i 2007. Selv om finanskrisen har ændret på dette, var arbejdsløsheden ikke blevet større end 3,3 % i 2011. I sammenligning hermed har nabolandet Sverige måttet registrere en større påvirkning af den internationale krise, hvilket medførte, at Norge for første gang nogensinde overgik Sverige i samlet bruttonationalprodukt i første kvartal i 2009 trods det, at Sveriges befolkning er næsten dobbelt så stor som Norges.
Sammen med olien er der fundet enorme mængder af naturgas i Nordsøen, så landet er den sjettestørste udvinder af dette produkt samt den tredjestørste eksportør i verden.
Der har siden 2000 været varierende forventninger til den mængde olie og naturgas, der fortsat kan udvindes på norsk territorium. Således det fra det norske Oliedirektoratet i 2007 estimeret, at der var 54,1 milliarder tønder olie tilbage i Nordsøen (næsten dobbelt så meget, som der hidtil var udvundet). Siden har nye fund i 2011 i Nordsøen øget estimatet med mellem 500 og 1200 millioner tønder, og et nyt fund året efter, denne gang i Barentshavet, med yderligere 400-600 millioner tønder.
Norge er selvforsynende med elektricitet produceret primært ved vandkraft, hvor man nyder godt af det smeltevand, der fra de mange fjelde løber via de elve og fjorde mod havet. I 2010 blev der produceret i alt 124,5 TWh el, hvoraf 94,8 % blev skabt ved vandkraft, mens resten primært stammede fra varmekraftværker og vindkraft. Denne produktion kan nogenlunde dække landets eget forbrug, der i 2010 var på 132 TWh, men der har i en årrække været overskud af produktion, hvilket har givet anledning til en eksport af el til nabolandene, heriblandt Danmark.

### Erhvervsliv
Ud over olien og vandkraften har Norge også gode indtægter fra fiskeriet, hvor landet er den næststørste eksportør i verden efter Kina og den sjettestørste våbeneksportør i verden.
Det er muligt at fund af thorium, der bl.a. kan bruges i atomkraftværker vil blive vigtige for Norge i fremtiden, da landet har en af verdens største forekomster af dette.
På grund af klimaet og jordforholdene er Norge ikke et udpræget landbrugsland. Kun tre procent af arealet (9.716,85 km²) er opdyrket, og sammenhængende landbrugsområder findes kun i Syd- og Midtnorge og i Østnorge omkring Oslo og Gudbrandsdalen. Omkring Stavanger findes Norges største og bedste samlede landbrugsområde, Jæren. Det kan være svært for de norske landmænd at have en ordentlig indtjening ved faget, og for at forhindre affolkningen fra land til by yder staten støtte til landbrugsdrift. Landmændene holder får, køer, grise og høns, så Norge er selvforsynende med animalske produkter som mælk, smør, ost, kød og æg, mens korn og grøntsager til dels importeres. Selvom den vestlige del af Norge er velegnet til frugt- og grøntproduktion, dyrkes der ikke nok til at forsyne hele landet.
Sammenlignet med Sverige og Finland er Norge fattig på skove, for kun en tredjedel af landet er dækket af træer. Hovedparten af skovene ejes af landmænd, der har skovdrift som bierhverv, og resten drives af store selskaber. Gran, fyr og birk er i nævnte rækkefølge de vigtigste træer i skovdrift. Træet skæres op og bearbejdes til brædder, bjælker, spånplader og krydsfiner. I Norge er træ det mest brugte materiale til husbyggeri, og det bruges desuden til cellulose og papir.
Fiskeri har i århundreder været rygraden i norsk erhvervsliv. Især har fangst af torsk og sej spillet en væsentlig rolle, og eksport af fisk er næst efter olie den største indtægtskilde. Kystfiskeri har højsæson mellem jul og påske, hvor store mængder af torsk kommer til Lofoten fra Arktis for at gyde. Tidligere blev fiskene ofte hængt til tørre på meterhøje træstativer, men i nutiden er dette afløst af moderne fryse- og køleteknik som konserveringsmetode. Laks er ikke længere så udbredte i havet, hvorfor, man har udviklet opdræt i havbassiner nær kysten eller inde i fjordene for at klare den store efterspørgsel. Øvrige fiskearter som sild, makrel, lodde og sardin forekommer mere ustabilt.
49% af arbejderne er medlemmer af en fagforening, pr. 2016.

### Transport
På grund af den lave befolkningstæthed, den smalle form og den lange kystlinje er den kollektive trafik i Norge knap så veludviklet som i andre europæiske lande, særligt uden for de større byer. Traditionelt har haft veludbygget skibstransport, men i de senere år har det norske trafikministerium etableret og udbygget jernbaner, veje og lufttrafikken ved hjælp af en række offentlige arbejder og tilskud for at forbedre landets infrastruktur. Senest har der været forslag om at etablere højhastighedsjernbaneforbindelser mellem de største byer.
Hovedjernbanenettet i Norge består af 4135 km normalsporslinjer, hvoraf de 247 km er dobbeltsporede og 64 km er højhastighedslinjer (210 km/t); 68 % af linjerne er elektrificerede. Togene transporterede 3,165 milliarder passagerkilometer samt 3456 tonskilometer fragt i 2011. Hele nettet ejes af Jernbaneverket, mens alle indlandspassagertog, bortset fra Flytoget, opereres af Norges Statsbaner (NSB). En række firmaer står for fragttransporten.
Investeringer i ny infrastruktur og vedligehold af jernbanenettet finansieres over statsbudgettet, og der ydes tilskud til passagertransport. NSB opererer langdistancetog, herunder nattog, regionale forbindelser og pendlertog i de store byer Oslo, Bergen og Stavanger (se samlet oversigt over jernbanenettet i Jernbanen i Norge).
Der findes omkring 93.000 km veje i Norge; heraf er 72.033 km asfalterede og 664 km er motorveje. Der findes fire typer af veje: Nationale, regionale, kommunale og private, hvoraf det kun er de nationale veje, der er nummererede. De vigtigste nationale veje indgår i Europaveje, og de to mest prominente er E6, der går nord-syd gennem hele landet, samt E39, der følger vestkysten. De nationale og de regionale veje styres af Statens vegvesen.
Af Norges 97 lufthavne er de 52 offentlige, og 46 opereres af det statsejede Avinor. Syv af lufthavnene har over en million passagerer årligt. I 2007 var der 41.089.675 passagerer, der passerede gennem norske lufthavne, deraf 13.397.458 på internationale forbindelser.
Langt de fleste internationale flyruter beflyver Oslo Lufthavn, Gardermoen, omkring 50 km nord for Oslo, med afgange til de fleste europæiske lande samt et udvalg af oversøiske destinationer. Gardermoen er hub for de to største luftfartselskaber i Norge, Scandinavian Airlines og Norwegian samt for Widerøes trafik på Vestnorge.

### Turisme
Turismen er et vigtigt erhverv i Norge, hvor man især drager fordel af den varierede natur, der af branchen betragtes som den vigtigste faktor i at tiltrække udenlandske gæster. National Geographic har udnævnt de norske fjorde som verdens største turistattraktion. I modsat retning trækker de relativt høje omkostninger, som de fleste udlændinge oplever i landet, hvorfor det er afgørende for erhvervet, at man til hver en tid sikrer, at gæsterne får tilstrækkelig værdi for deres udgifter. Den samlede værdi af turismen i Norge var på 3,3 % af BNI i 2009, hvilket er fremkommet ved en omsætning i erhvervet på lidt over 105 milliarder NKR dette år. Antallet af overnatninger på hoteller, campingpladser, i hytter og på vandrerhjem var 29,1 millioner i 2011.
De fleste udenlandske turister kommer fra Europa og især fra Tyskland (20 %), Sverige (11 %), Danmark (10 %) og Holland (9 %), men turistmængden fra disse lande har de senere år været stagnerende eller svagt faldende. Til gengæld tegner der sig et billede af stigning i besøgende fra fjernere lande som Kina, Sydkorea, Rusland samt flere af de øvrige asiatiske lande.
Norge har tilbud inden for de fleste turistformer. Den vidtstrakte og varierede natur giver et utal af muligheder for aktiv ferie, hvor der blandt andet er mulighed for at dyrke skisport, vandring, lystfiskeri, cykling, jagt samt forskellige vandaktiviteter på havet samt i fjorde, søer og elve. Den lange kyst giver mulighed for store naturoplevelser med krydstogtskibe, der sejler op langs vestkysten. Mod nord kan man om sommeren opleve midnatssolen, og der er mulighed for at opleve mange vilde dyr på egen hånd eller på guidede ture. Derudover kan man opleve den norske kultur med en række attraktioner i Oslo og omegn samt stavkirker, samisk kultur og andre ting, der unikke i Norge.

## Demografi
Statistisk Sentralbyrå har opgjort Norges indbyggertal pr. 1. oktober 2012 til 5.038.100. NRK kunne dog i 2014 fortælle, at det reelle indbyggertal kan være væsentlig lavere. Nordmændene er et nordgermansk folkeslag.
Der er ikke nogen officiel optælling på etnicitet i Norge. Primo 2012 havde næsten 87 % af befolkningen mindst en forælder, som var født i Norge. 13,1 % eller cirka 655.000 var enten immigranter eller børn af forældre, der begge var født uden for Norge. Af disse folk med udenlandsk baggrund stammede omkring 323.000 fra Europa, omkring 220.000 fra Asien, omkring 80.000 fra Afrika, omkring 20.600 fra Syd- og Mellemamerika og omkring 11.000 fra Nordamerika.
I 2012 havde lidt over 400.000 af indbyggerne med indvandrerbaggrund norsk statsborgerskab. Der var immigranter i alle norske kommuner. De byer eller kommuner med højest indvandrerandel var Oslo (26 %) og Drammen (18 %). Ifølge Reuters er Oslo hurtigst voksende by i Europa på grund af indvandring.
Samerne har traditionelt boet i det nordlige Norge, Sverige, Finland samt Rusland på Kolahalvøen. Et andet nationalt mindretal udgøres af kvenerne, der er efterkommere efter finsktalende indvandrere til Nordnorge fra det 18. til det 20. århundrede. Både samerne og kvenerne har været underkastet en stærk assimileringspolitik fra den norske regering fra det 19. århundrede og op til 1970'erne. Som følge af denne "fornorskningsproces" identificerer mange samiske og kvenske familier sig nu som etniske nordmænd.
Af øvrige grupper, der anerkendes som nationale mindretal, findes jøder, skovfinner og romaer.

### De største byer
| 1                                                           | Oslo                  | 1.019.513 |
| 2                                                           | Bergen                | 257.087   |
| 3                                                           | Stavanger/Sandnes     | 225.020   |
| 4                                                           | Trondheim             | 186.364   |
| 5                                                           | Fredrikstad/Sarpsborg | 113.622   |
| 6                                                           | Drammen               | 105.545   |
| 7                                                           | Porsgrunn/Skien       | 93.255    |
| 8                                                           | Kristiansand          | 89.397    |
| 9                                                           | Tromsø                | 67.873    |
| 10                                                          | Ålesund               | 53.234    |
| 11                                                          | Tønsberg              | 52.419    |
| 12                                                          | Moss                  | 47.135    |
| 13                                                          | Haugesund             | 45.040    |
| 14                                                          | Sandefjord            | 44.368    |
| 15                                                          | Arendal               | 43.515    |
| 16                                                          | Bodø                  | 41.720    |
| 17                                                          | Hamar                 | 27.947    |
| 18                                                          | Halden                | 25.708    |
| 19                                                          | Larvik                | 24.647    |
| 20                                                          | Harstad               | 21.070    |
| Indbyggertal ifølge Statistisk sentralbyrå 4. november 2019 |                       |           |

### Migration

#### Udvandring
I anden halvdel af det 19. og begyndelsen af det 20. århundrede udvandrede et stort antal nordmænd, primært til Nordamerika. Derfor lever der i dag en markant gruppe norskamerikanere i USA. Ifølge den amerikanske folketælling i 2011 var omkring 4,4 millioner amerikanere af norsk afstamning, et antal der næsten er lige så stort som Norges indbyggertal. I 2006 havde 432.515 canadiere norske rødder ifølge folketællingen der.

#### Indvandring
Omkring 655.000 personer i Norge var enten selv indvandrere eller børn af to indvandrere i 2012, svarende til 13,1 % af den samlede befolkning. Den årlige indvandring er steget markant siden 2005. I årene 2001-2005 var det gennemsnitlige antal af indvandrere pr. år 13.613; dette tal steg til 37.541 i årene 2006-2010, og nettoindvandringen i 2011 var på 47.032. Tallet dækker især over indvandring fra EU, specielt fra Polen.
I de senere år er tilvæksten i befolkningstallet blandt indvandrere i stort omfang årsag til Norges samlede befolkningstilvækst. Således steg indvandrerbefolkningen i 2011 med 46.245, hvilket udgjorde 70 % af den samlede befolkningstilvækst; omkring 22 % af de nyfødte havde indvandrerbaggrund.
Den største gruppe af ikke-europæere i Norge har pakistanske rødder, og flertallet heraf bor i og omkring Oslo. Gruppen med irakiske rødder er steget betydeligt de seneste år. Efter udvidelsen af EU i 2004 er der indvandringen steget markant fra Øst- og Centraleuropa, særligt fra Polen, Tyskland, Sverige, Litauen og Rusland.
| National baggrund | Befolkningstal | Procent |
| ----------------- | -------------- | ------- |
| Nordmænd          | 4.040.363      | 86,2 %  |
| Polakker          | 72.103         | 1,4 %   |
| Svenskere         | 36.578         | 0,7 %   |
| Pakistanere       | 32.737         | 0,7 %   |
| Somaliere         | 29.395         | 0,7 %   |
| Irakere           | 28.935         | 0,6 %   |
| Tyskere           | 25.683         | 0,5 %   |

#### Religion
71,5 % af nordmænd er (pr. 1. januar 2016) medlemmer af den norske kirke, som er en evangelisk luthersk kirke, fra dåben. Størstedelen heraf forbliver medlemmer af den statslige kirke, hvilket giver dem ret til kristne tjenester som barnedåb, konfirmation, kirkelige bryllupper og begravelser; alle ritualer, der har en rodfæstet kulturel betydning i Norge. Det er dog blot 20 % af nordmændene, der giver udtryk for, at religion er et vigtigt aspekt af deres liv, hvilket gør Norge til det fjerdemindst religiøse land i verden (efter Estland, Sverige og Danmark). I mange år har antallet af kirkegængere været faldende; der var 5,7 millioner besøgende ved 62.500 gudstjenester i 2016.
Antallet af registrerede katolikker i Norge har været svagt stigende i slutningen af det 20. århundrede (der var 31.642 katolikker i 1992), men det er siden steget voldsomt og passerede i 2012 100.000. Stigningen skyldes for en stor dels vedkommende stigende indvandring fra europæiske lande som Polen og Litauen. Desuden menes der at være titusinder af uregistrerede katolikker i landet.
I 2010 havde 10 % af befolkningen ikke nogen religiøs tilknytning, mens 10 % (484.500) var medlemmer af religiøse samfund uden for den norske kirke. Af de religiøse samfund uden for den norske kirke udgør andre kristne samfund den største del med lidt over 250.000, herunder den store gruppe katolikker. Af andre større kristne grupper findes pinsebevægelsen, den evangelisk-lutherske frie kirke, den svenske Margaretaforsamling i Oslo, Jehovas Vidner og metodister, der alle har over 10.000 medlemmer.
Blandt de ikke-kristne religioner er islam størst med lidt over 100.000 medlemmer i 2011. Denne religion praktiseres hovedsageligt af indvandrere af somalisk, arabisk, albansk, tyrkisk og pakistansk afstamning. Ingen andre religioner praktiseres af over 1 % af befolkningen.
I lighed med de øvrige skandinaviske lande var Norges oprindelige religion en praksisorienteret religion, der gik ud på at overholde en række religiøse pligter med henblik på at have et godt forhold til guderne. Mod slutningen af det 11. århundrede var Norge blevet kristnet og den gamle tro forbudt. Rester af den oprindelige religion har overlevet i form af person- og stednavne, ugedage og andre steder i hverdagssproget. Moderne interesse for livet i fortiden har betydet en fornyet interesse for asetro, men det er dog kun få hundrede, der er registreret som medlemmer af Åsatrufellesskapet Bifrost.
Samerne praktiserede en shamanistisk religion til et godt stykke ind i det 18. århundrede, indtil dansk-norske missionærer fik de fleste til at konvertere til kristendom. Shamanismen har i lighed med asetroen vundet en vis interesse, og nogle af samerne har holdt fast i deres oprindelige religion.
| Religion (2011)         | Medlemstal | Procent |
| ----------------------- | ---------- | ------- |
| Kristendom              | 4.115.675  | 83,6 %  |
| Lutheranisme            | 3.911.622  | 79,4 %  |
| Katolicisme             | 83.018     | 1,6 %   |
| Pinsebevægelsen         | 39.599     | 0,8 %   |
| Jehovas Vidner          | 11.739     | 0,2 %   |
| Metodisme               | 11.055     | 0,2 %   |
| Baptisme                | 9.922      | 0,2 %   |
| Ortodoksi               | 9.894      | 0,2 %   |
| Adventisme              | 5.066      | 0,1 %   |
| Andre kristne           | 33.760     | 0,6 %   |
| Ikke-kristne religioner | 133.219    | 2,7 %   |
| Islam                   | 106.735    | 2,1 %   |
| Buddhisme               | 14.580     | 0,2 %   |
| Hinduisme               | 5.858      | 0,1 %   |
| Sikhisme                | 2.975      | 0,06 %  |
| Bahá'í                  | 1.064      | 0,02 %  |
| Jødedom                 | 819        | 0,01 %  |
| Andre religioner        | 1.188      | 0,02 %  |
| Uden religion og ukendt | 671.411    | 13,6 %  |
| Humanisme               | 84.481     | 1,7 %   |
| Samlet                  | 4.920.305  | 100,0 % |

### Uddannelse
Højere uddannelse finder man i Norge på syv universiteter, seks særlige professionshøjskoler, 23 andre professionshøjskoler, alle offentligt drevet, samt en række private professionshøjskoler. I systemet følger man Bolognaprocessen med bachelorniveau (3 år), magisterniveau (2 år) og ph.d. (3 år). Adgang gives efter bestået gymnasial eksamen med generelle studiekompetencer.
Offentlig uddannelse er stort set gratis for alle, uanset nationalitet, og den er struktureret i to semestre pr. år, henholdsvis fra august til december og januar til juni. Det overordnede ansvar for uddannelsen i Norge ligger hos undervisnings- og forskningsministeriet.

### Sprog
Det nordiske sprog norsk har to officielle skrevne former: Bokmål og nynorsk. Begge disse sprog anerkendes som officielle sprog, idet de kan bruges i offentlig administration, skoler, kirker og medier. Bokmål er langt mest udbredt og anvendes af 80-85 % af befolkningen. Omkring 95 % af befolkningen taler norsk som modersmål, selv om mange taler en eller anden form for dialekt, som kan afvige betydeligt fra det skrevne sprog. Alle dialekterne er indbyrdes forståelige, selv om folk, der stort set kun behersker deres egen dialekt, kan have besvær med at forstå visse fraser eller udtalen i nogle andre dialekter. Der tales og skrives også flere uralske samiske sprog i landet, særligt i mod nord, af folk, der hører til samerne (det estimeres, at omkring en tredjedel af de norske samer taler et samisk sprog). De, der taler det, har ret til at blive undervist på samisk, uanset hvor i landet de bor, og borgerne har også ret til at kommunikere med det offentlige i et af flere samiske sprog. Det kvenske mindretal har historisk set talt kvensk, ligeledes et uralsk sprog; det betragtes som et selvstændigt sprog i Norge, mens det generelt i Finland betragtes som en finsk dialekt. I Norge er det få eller ingen kvener, der kender og behersker sproget. Ifølge Kainun institutti, det norske institut for kvensk sprog og kultur, er "den typiske moderne kvener en norsktalende nordmand, der kender sin afstamning". Endelig er der nogle, der argumenterer for at gøre norsk tegnsprog til et officielt sprog i landet.
I det 19. og 20. århundrede var det norske sprog genstand for en politisk og kulturel strid. Denne strid førte til, at nynorsk blev skabt i det 19. århundrede, og at der i det 20. århundrede blev opstillet alternative standarder for stavningen. Specielt blev der opstillet riksmål-standarden, der er mere konservativ (det vil sige tættere på dansk) end bokmål.
Norsk ligner meget de andre skandinaviske sprog, svensk og dansk. Alle tre sprog forstås nogenlunde af folk med et af de andre sprog som modersmål og kan bruges i kommunikation mellem indbyggerne i de tilsvarende lande – og bliver i stor udstrækning brugt. Som et resultat af samarbejdet i Nordisk Råd har indbyggerne i hele Norden, også Island og Finland, ret til at kommunikere med de norske myndigheder på deres eget sprog.[kilde mangler]
Alle børn af indvandrere i Norge opmuntres til at lære norsk. Den norske regering tilbyder kurser i sproget for de indvandrere, der ønsker at blive norske statsborgere. Siden 1. september 2008 skal en ansøger om norsk statsborgerskab vise færdigheder i norsk eller samisk eller levere bevis på at have fået undervisning i norsk i 300 timer eller opfylde sprogkravene for universitetsstudier i Norge (hvilket man gør, hvis man har færdigheder i et af de skandinaviske sprog).
Det første fremmedsprog, der undervises i i det norske uddannelsessystem, er engelsk. Størstedelen af befolkningen taler udmærket engelsk, især hvis de er født efter anden verdenskrig. Tysk, fransk eller spansk er det typiske andet eller tredje fremmedsprog, mens russisk, japansk, italiensk, latin og sjældent kinesisk (mandarin) tilbydes i mindre omfang, primært i de største byer. Traditionelt har engelsk, tysk og fransk været betragtet som de vigtigste fremmedsprog i Norge. Disse sprog blev fx brugt i de norske pas indtil 1990'erne, og universitetsstuderende har ret til at bruge disse sprog, når de afleverer deres hovedopgaver.

## Kultur
Den norske bondekultur, der fortsat sætter sit præg på kulturen i Norge, er et resultat af såvel knappe ressourcer som det barske klima og gamle ejendomsretslove. I det 18. århundrede var denne bondekultur basis i den romantiske nationalisme, som stadig er synlig i det norske sprog og medierne. I det 19. århundrede blomstrede norsk kultur, idet bestræbelserne fortsatte på at opnå en uafhængig identitet inden for litteratur, teater, musik og billedkunst. Kulturarbejdet er båret videre i moderne kunstformer, og nu om stunder støtter de offentlige myndigheder tiltag i form af udstillinger, kulturprojekter og kunstnerisk arbejde.
Norge har på mange måder været et foregangsland inden for kvinders, minoriteters og homoseksuelles rettigheder. Blandt andet var Norge i 1990 det første land, der ratificerede ILO-konvention 169 om oprindelige folk, og i 1913 var det et af de første lande, der gav alle borgere stemmeret (uanset civil status). Det var også det første uafhængige land, der tillod kvinder at stille op til offentlige embeder.
Hvad angår homoseksuelles rettigheder var Norge det første land i verden, der vedtog en antidiskriminationslov, der beskyttede bøsser og lesbiskes rettigheder. I 1993 var Norge det andet land, der legaliserede registreret partnerskab for par af samme køn, og 1. januar 2009 blev homovielser vedtaget, hvorved par af samme køn fuldt ud har samme rettigheder som par af modsatte køn.
Omvendt blev den norske grundlov først i 1990 ændret, så førstefødselsretten til den norske trone blev absolut, hvilket betyder, at det ældste barn af en regent bliver tronfølger uafhængigt af kønnet. Loven blev dog ikke ændret med bagudrettet virkning, så det er først for regentbørn født efter 1990, at denne ligestilling gælder: "For dem som ere fødte tidligere end Aaret 1990 gjælder ligevel at Mand gaar foran Kvinde" (Norges grundlov, §6).
Som glødende fortaler for menneskerettighederne er Norge hjemsted for den årlige Oslo Freedom Forum-konference, en konference, som The Economist har beskrevet som "på vej til at blive en menneskerettighedspendant til det økonomiske forum i Davos."

### Musik
Norge har ikke nogen lang tradition for nedskreven folkelig musik, idet eksemplerne herpå fra før cirka 1840 er yderst sparsomme. Den folkelige musik er dog formodentlig meget ældre, og den bygger på såvel kristne som mytologiske traditioner samt eventyr. Folkemusikken kan opdeles i to typer: Instrumental og vokal. Den instrumentale musik har primært været brugt som akkompagnement til dans (slåtter) og er ofte præget af violin, især hardangerfelen. Vokalmusikken inkluderer ballader og stev.
Den klassiske musik kom til Norge sydfra, i første omgang til de største byer som Kristiania, Bergen og Trondheim. De første dokumenterede norske komponister stammer fra begyndelsen af det 18. århundrede og inkluderer den tyskfødte Georg von Bertouch. Med den store nationalromantiske bølge i slutningen af dette og begyndelsen af det følgende århundrede kom der for alvor gang i norsk komposition og musikliv. I den periode vandt violinisten Ole Bull et verdensomspændende ry, og flere komponister dukkede op. Blandt disse var Martin Andreas Udbye, der skrev den første norske opera samt Rikard Nordraak, komponist til Norges nuværende nationalsang. Nationalfølelsen inspirerede de norske komponister til at inddrage elementer fra folkemusikken, blandt andet da Bull begyndte at spille hardangerfele. Den mest prominente norske klassiske komponist er uden tvivl Edvard Grieg, der var meget præget af Bull, blandt andet i sit orkesterstykke til Ibsens Peer Gynt.
Af andre norske klassiske komponister kan nævnes Johan Svendsen, Christian Sinding og Harald Sæverud, lige som sangeren Kirsten Flagstad også har gjort sig bemærket ud over landets grænser.
Inden for den rytmiske musik har Norge i lighed med andre europæiske lande fulgt strømningerne fra især USA i det 20. og 21. århundrede. I jazzen har navne som Jan Garbarek og Terje Rypdal vakt international opmærksomhed, og i pop og rock har især A-ha slået igennem på verdensplan. Norge har tre gange vundet Eurovision Song Contest: Eurovision Song Contest 1985 med Bobbysocks, 1995 med Secret Garden samt 2009 med Alexander Rybak; i de to sidstnævntes vindersange var der markante elementer af norsk folkemusiktradition til stede. Andre internationalt kendte navne er Lene Nystrøm, der som markant forgrundsfigur i den ellers danske gruppe Aqua i 1990'erne opnåede verdensberømmelse, samt technoduoen Röyksopp, der ligeledes har opnået stor anerkendelse ud over Norges grænser.
Siden 1990'erne har Norge i lighed med især Sverige og Finland fostret mange heavy metal-navne. Der har dannet sig en undergenre af dette i form af black metal, hvoraf mange navne, der kendes blandt tilhængere over store dele af verden, kommer fra Norge. Det drejer sig om blandt andet Darkthrone, Mayhem, Burzum og Dimmu Borgir.

### Billedkunst
I en lang periode var var den norske billedkunstscene domineret udefra, især fra Holland, Tyskland og Danmark. Med den nationale vækkelse begyndte der at danne sig en egen norsk malerskole, der først skabte portrætter og senere landskaber. J.C. Dahl var den, der for alvor skabte genlyd om norsk billedkunst med sine landskaber fra det vestlige Norge i første halvdel af det 19. århundrede; han betegnes ofte som "far til det norske landskabsmaleri".
Dahl blev fulgt af malere som Hans Gude og Adolph Tidemand, og mod slutningen af det 19. århundrede introducerede Frits Thaulow impressionismen i Norge. Christian Krohg kendes for sine realistiske billeder af blandt andet prostituerede fra Paris, noget der vakte skandale i samtiden.
Den nok mest kendte norske maler er Edvard Munch, der mod slutningen af århundredet og begyndelsen af det 20. århundrede skabte værker, der blev verdenskendte, især Skriget. Hans stil byggede på symbolismen, og han var selv en stor inspirationskilde til ekspressionismen.
Nogenlunde samtidig med Munch skabte billedhuggeren Gustav Vigeland sine værker, hvoraf mange nu kan findes i Vigelandsanlegget i Oslo.

### Arkitektur
Norge har altid haft tradition for at bygge i træ. Også i vore dage er mange af de mest interessante nybyggerier opført i træ, hvilket afspejler attraktionen af dette materiale hos norske arkitekter og designere.
Med overgangen til kristendommen for omkring 1000 år siden fulgte også sten som byggemateriale, først og fremmest i kirker, hvilket blandt andet ses i Nidarosdomen i Trondheim. Men træet var alligevel det mest brugte materiale, og det vidner de mange stavkirker om, hvoraf en stor del blev opført i middelalderen. De stavkirker, der er bevaret, repræsenterer i dag Norges mest betydningsfulde bidrag til arkitekturens historie. Et af de fineste eksempler herpå er Urnes stavkirke, der figurerer på UNESCOs Verdensarvsliste. Et andet bemærkelsesværdigt eksempel på træbaseret arkitektur er Bryggen i Bergen, som består af en række smalle træhuse på stribe ud til kajen.
I det 17. århundrede i unionen med Danmark blev byer som Kongsberg med barokkirken og Røros med mange træbygninger anlagt. Efter unionens opløsning i 1814 blev Oslo hovedstad, og Christian H. Grosch tegnede de ældste dele af Universitetet i Oslo, Oslo Børs og en række andre bygninger i byen.
I begyndelsen af det 20. århundrede blev Ålesund efter en voldsom brand genopbygget i jugendstil. 1930'erne, hvor funktionalismen var dominerende, blev en stor tid for norsk arkitektur, men det er først i de seneste år, at norske arkitekter har vundet international anerkendelse i større stil. En af de mest imponerende nyere bygninger er Sametinget i Karasjok designet af Stein Halvorson og Christian Sundby. Selve tingsalen er en abstrakt udgave af en lavvu, det traditionelle telt brugt af samerne.

### Film
Det er først i de seneste år, at norsk film er blevet internationalt kendt i større omfang, men allerede i 1951 vandt Thor Heyerdahls film om Kon-Tiki-ekspeditionen en Oscar for bedste dokumentarfilm. Arne Skouens Ni liv blev i 1959 nomineret til en Oscar og er i 2005 kåret som den bedste norske film nogensinde. I 1975 udsendte Ivo Caprino animationsfilmen Bjergkøbing Grandprix, der nok er den mest kendte udbredte film på verdensplan nogensinde.
I 1987 udkom Stifinderen af Nils Gaup, som var med til for alvor at sætte gang i udbredelsen af norsk film. Også denne film, der fortæller samernes historie, blev nomineret til en Oscar og blev en stor succes. Søndagsengler af Berit Nesheim blev i 1997 nomineret til en Oscar.
Siden 1990'erne er der produceret op mod tyve spillefilm om året i Norge. Blandt succeserne er Kristin Lavransdatter af Liv Ullmann, Erik Gustavsens Telegrafisten og Erik Skjoldbjærgs debutfilm Insomnia, der senere også blev en succes i en amerikansk genindspilning. I de seneste år kender man Max Manus om modstandsmanden fra anden verdenskrig af samme navn.
Blandt de norske skuespillere, der er mest kendt i udlandet, er Liv Ullman, der blandt andet har medvirket i flere Bergman-film, samt Rolv Wesenlund, kendt fra Fleksnes-tv-serien og -film.
Det norske landskab har fungeret som scene for en række internationale filmproduktioner, heriblandt Telemarks helte, Det gyldne kompas, Die Another Day og Star Wars Episode V: Imperiet slår igen.

### Mad og drikke
Norske madtraditioner er i høj grad baseret fiskeri og landbrug. Mange retter er baseret på laks (både fersk og konserveret), sild (blandt andet marineret), ørred, torskefisk sammen med ost og andre mælkeprodukter samt brød (særligt mørkt brød).
Blandt specialiteterne er lefse, et fladbrød baseret på kartofler, ofte serveret med sukker og smør, navnlig ved juletid. En anden type brød specielt fra Norge er flatbrød, der spises særlig til fisk, slat kød og suppe. Andre specialiteter er ludfisk, smalahove (fårehoved), pinnekjøtt og fårikål. En særlig type gedeost kaldet myseost eller brunost er også en norsk specialitet. Den fremstilles af valle fra gede- og/eller komælk og har en karakteristisk brun farve og sød smag.
Kaffe er en meget central drik i Norge, der er den næstmest kaffedrikkende nation i verden pr. indbygger med et forbrug på 9,9 kg for hver nordmand. Af alkoholiske drikke bruger man især øl (primært af pilsnertypen) og akvavit. Der er tradition for både industrifremstillede produkter og for mere håndværkskabte drikke, lige som hjemmebrænderier til tider og især i tyndt befolkede områder har været almindelige.

### Sport
Norge er et meget sportsdyrkende og -elskende land. Landet er et af de førende inden for vintersport; sportsudøverne har gode muligheder særligt for at dyrke skisport, og de nordiske discipliner stammer fra de nordiske lande. Et af centrene for sporten er Holmenkollen i Oslo, hvor der er afholdt flere verdensmesterskaber samt vinter-OL 1952. Vinter-OL 1994 fandt sted i Lillehammer. Blandt de største norske skiløbere er Vegard Ulvang, Bjørn Dæhlie, Marit Bjørgen, mens man fra andre vintersportsdiscipliner kender kunstskøjteløberen Sonja Henie, skiskytten Ole Einar Bjørndalen og den alpine skiløber Aksel Lund Svindal.
Herudover er fodbold og håndbold to af de store idrætsgrene i landet. I fodbold har Norge ikke opnået de store internationale resultater hos herrerne med en bronzemedalje fra sommer-OL 1936 som det bedste resultat. Herrelandsholdet har tre gange (1938, 1994 og 1998) kvalificeret sig til VM-slutrunden og en gang (2000) til EM-slutrunden uden nævneværdige resultater. Klubben Rosenborg BK har i en årrække været en af landets førende og har adskillige gange kvalificeret sig til gruppespillet i UEFA Champions League. Blandt de mest kendte norske fodboldspillere er Ole Gunnar Solskjær, der havde en fornem karriere hos Manchester United FC, og John Arne Riise, der især kendes fra sin tid i Liverpool FC. Det kvindelige norske fodboldlandshold har klaret sig betydeligt bedre end det mandlige, idet holdet blev verdensmester i 1995, europamester i 1987 og 1993 samt vandt guld ved sommer-OL 2000.
Inden for håndbold er det også kvinderne, der har klaret sig bedst. Landsholdet har vundet EM fem gange, VM to gange og OL to gange.
Andre sportsgrene, hvor Norge har klaret sig flot internationalt, er atletik, hvor løberen Grete Waitz vandt det første VM i maratonløb, mens spydkasteren Trine Hattestad har vundet både VM, EM og OL. Der har også været flotte resultater inden for sejlsport, beachvolley og orienteringsløb, mens skakspilleren Magnus Carlsen er den højestratede spiller i verden for tiden.